# نقص ایمنی مرکب شدید
نقص ایمنی مرکب شدید (به انگلیسی: SCID) (Severe combined immunodeficiency) نوعی اختلال ژنتیکی نادر و نسبتاً غیر شایع است که بر اثر جهش های ژنی فراوان ممکن است تولید سلول های غیرکاربردی خون افزایش یابد و در آن عملکرد هر دو نوع  لنفوسیست ایمنی B و T خون از بین رود. این نقص ایمنی باعث افزایش ریسک ابتلا به عفونت های شدید و گوناگون  می گردد و از این رو این بیماری به عنوان خطرناک ترین اختلال ایمنی در نظر گرفته می شود. این اختلال را با نام های نقص ایمنی مختلط (با توأم) شدید نیز می شناسند. 

## علائم
عفونت های مکرر تنفسی
عفونت های مکرر گوش
عفونت های پوستی حاد
عفونت کبد

## نام های دیگر
Bubble baby diseas(syndrome): نوعی بیماری که در آن بیمار مثل بچه های نارسی که درون محفظه آز مایشگاهی شیشه ای یا پلاستیکی نگهداری می شوند، باید در محیطی سترون و با هوای تصفیه شده زندگی کند و احتمال مرگ نوزاد بسیار زیاد است و که علت آن ضعف شدید سیستم ایمنی به دلیل نبود آنزیم مهم فعال کننده سیستم دفاعی است.